# Noliproctis
Noliproctis is een geslacht van vlinders van de familie spinneruilen (Erebidae), uit de onderfamilie Lymantriinae.

## Soorten
- N. milupa Nye, 1980
- N. pumila Butler, 1882
- N. robinsoni Griveaud, 1977
- N. sogai (Griveaud, 1974)
- N. vadoni Griveaud, 1977